# Atletica leggera ai Giochi della XXXII Olimpiade - Lancio del giavellotto femminile
Ai Giochi della XXXII Olimpiade la competizione di Lancio del giavellotto femminile si è svolta nei giorni 3 e 6 agosto 2021 presso lo Stadio nazionale di Tokyo.

## Presenze ed assenze delle campionesse in carica
| Competizione           | Atleta            | Prestazione |          |
| ---------------------- | ----------------- | ----------- | -------- |
| Olimpiadi 2016         | Sara Kolak        | 66,18 m     | Presente |
| Commonwealth 2018      | Kathryn Mitchell  | 68,92 m     | Presente |
| Europei 2018           | Christin Hussong  | 67,90 m     | Presente |
| Asiatici 2018          | Liu Shiying       | 66,09 m     | Presente |
| Mondiali 2019          | Kelsey-Lee Barber | 66,56 m     | Presente |
|                        |                   |             |          |
| Mondiali under 20 2018 | Alina Shukh       | 55,95 m     | Assente  |

Graduatoria mondiale
In base alla classifica della Federazione mondiale, le migliori atlete iscritte alla gara erano le seguenti:
| Pos. | Atleta            | Punti | Note |
| ---- | ----------------- | ----- | ---- |
| 1    | Kelsey-Lee Barber | 1397  |      |
| 2    | Christin Hussong  | 1382  |      |
| 3    | Lü Huihui         | 1379  |      |

## La gara
Nelle qualificazioni il miglior lancio è di Maria Andrejczyk (Polonia) con 65,24 metri.
Controprestazione di Sara Kolak: la campionessa olimpica uscente infila tre nulli e deve rinunciare alla finale. Anche la campionessa olimpica del 2008 e del 2012, Barbora Špotáková (Repubblica Ceca) manca la qualificazione.
Al primo turno di finale Lü Huihui, la più accreditata delle cinesi, lancia a 62,83 metri. Le altre pretendenti alla vittoria fanno peggio. Ma la connazionale Liu Shiying scaglia l'attrezzo a 66,34 metri, issandosi al vertice della classifica. La gara assume una prospettiva inaspettata: le “grandi” devono rispondere a un'atleta non pronosticata.

Al secondo turno Maria Andrejczyk lancia a 64,61 metri e Kelsey-Lee Barber (Australia) lancia a 63,69. Salgono rispettivamente in seconda e terza posizione, ma sono ben distanti dalla testa della classifica. Nei tre turni successivi la gara non ha sussulti, con la capolista Liu che, praticamente, sta a guardare: nei tre turni di finale non mette a referto neanche un lancio valido. 

All'ultimo turno Kelsey-Lee Barber attacca la seconda posizione, ma il suo giavellotto si ferma a 64,56 m, appena 5 cm in meno dell'argento.
Le prime tre posizioni in classifica si sono delineate nei primi due turni di lanci e non sono più cambiate. Lü Huihui finisce quinta con 63,41, anch'esso ottenuto nella prima parte di gara. 

## Risultati

### Qualificazione
Qualificazione: 63,00 m (q) o le migliori 12 misure (q).
| Posizione | Gruppo | Nome                  | Nazionalità | Lanci | Lanci | Lanci | Risultato | Note                                     |
| Posizione | Gruppo | Nome                  | Nazionalità | 1°    | 2°    | 3°    | Risultato | Note                                     |
| --------- | ------ | --------------------- | ----------- | ----- | ----- | ----- | --------- | ---------------------------------------- |
| 1         | A      | Maria Andrejczyk      | Polonia     | 65,24 |       |       | 65,24     | Q                                        |
| 2         | B      | Maggie Malone         | Stati Uniti | 63,07 |       |       | 63,07     | Q                                        |
| 3         | B      | Kelsey-Lee Barber     | Australia   | 51,27 | 53,82 | 62,59 | 62,59     | q                                        |
| 4         | A      | Mackenzie Little      | Australia   | 62,37 | 58,94 | 53,57 | 62,37     | q                                        |
| 5         | B      | Eda Tuğsuz            | Turchia     | n     | 62,31 | n     | 62,31     | q                                        |
| 6         | B      | Haruka Kitaguchi      | Giappone    | 62,06 | 59,55 | n     | 62,06     | q                                        |
| 7         | A      | Lü Huihui             | Cina        | 59,22 | 57,20 | 61,99 | 61,99     | q                                        |
| 8         | B      | Liveta Jasiūnaitė     | Lituania    | 61,96 | 58,74 | 60,76 | 61,96     | q                                        |
| 9         | B      | Liu Shiying           | Cina        | 61,95 | 60,68 | 59,76 | 61,95     | q                                        |
| 10        | B      | Kathryn Mitchell      | Australia   | n     | n     | 61,85 | 61,85     | q                                        |
| 11        | B      | Christin Hussong      | Germania    | 59,19 | 61,68 | 58,06 | 61,68     | q                                        |
| 12        | A      | Madara Palameika      | Lettonia    | 60,30 | 59,85 | 60,94 | 60,94     | q                                        |
| 13        | A      | Tatsiana Khaladovich  | Bielorussia | 60,78 | n     | 58,93 | 60,78     |                                          |
| 14        | B      | Barbora Špotáková     | Rep. Ceca   | n     | 60,52 | 57,44 | 60,52     |                                          |
| 15        | A      | Jucilene de Lima      | Brasile     | n     | 60,14 | 58,79 | 60,14     |                                          |
| 16        | A      | Nikola Ogrodníková    | Rep. Ceca   | n     | 60,03 | 57,41 | 60,03     |                                          |
| 17        | A      | Kara Winger           | Stati Uniti | 57,95 | 59,71 | 58,51 | 59,71     |                                          |
| 18        | B      | Laila Ferrer          | Brasile     | 59,47 | 56,81 | 57,61 | 59,47     |                                          |
| 19        | B      | Irena Gillarová       | Rep. Ceca   | n     | 59,16 | n     | 59,16     | Miglior prestazione personale stagionale |
| 20        | A      | Marija Vučenović      | Serbia      | 54,61 | 57,73 | 58,93 | 58,93     |                                          |
| 21        | A      | Anete Kociņa          | Lettonia    | n     | 58,84 | 57,68 | 58,84     |                                          |
| 22        | B      | Victoria Hudson       | Austria     | 56,55 | 58,60 | n     | 58,60     |                                          |
| 23        | A      | Elizabeth Gleadle     | Canada      | n     | 55,70 | 58,19 | 58,19     |                                          |
| 24        | B      | Jo-Ane van Dyk        | Sudafrica   | 55,31 | 55,43 | 57,69 | 57,69     |                                          |
| 25        | A      | Réka Szilágyi         | Ungheria    | 57,39 | 57,22 | 55,82 | 57,39     |                                          |
| 26        | B      | Līna Mūze             | Lettonia    | 54,03 | 53,10 | 57,33 | 57,33     |                                          |
| 27        | A      | María Lucelly Murillo | Colombia    | 49,48 | 54,98 | n     | 54,98     |                                          |
| 27        | B      | Ariana Ince           | Stati Uniti | n     | 53,21 | 54,98 | 54,98     |                                          |
| 29        | A      | Annu Rani             | India       | 50,35 | 53,19 | 54,04 | 54,04     |                                          |
|           | A      | Sara Kolak            | Croazia     | n     | n     | n     | nm        |                                          |

### Finale
| Record mondiale      | Barbora Špotáková | 72,28 m | Stoccarda | 13 settembre 2008 |
| Record olimpico      | Osleidys Menéndez | 71,53 m | Atene     | 27 agosto 2004    |
| Capolista stagionale | Maria Andrejczyk  | 71,40 m | Spalato   | 9 maggio 2021     |

Venerdì 6 agosto, ore 19:50,
| Pos.    | Atleta            | Nazione     | Lanci | Lanci | Lanci | Lanci           | Lanci           | Lanci           | Misura | Note                                     |
| Pos.    | Atleta            | Nazione     | 1°    | 2°    | 3°    | 4°              | 5°              | 6°              | Misura | Note                                     |
| ------- | ----------------- | ----------- | ----- | ----- | ----- | --------------- | --------------- | --------------- | ------ | ---------------------------------------- |
| Oro     | Liu Shiying       | Cina        | 66,34 | n     | 63,40 | n               | —               | —               | 66,34  | Miglior prestazione personale stagionale |
| Argento | Maria Andrejczyk  | Polonia     | 62,56 | 64,61 | 61,03 | 63,62           | 64,45           | 59,31           | 64,61  |                                          |
| Bronzo  | Kelsey-Lee Barber | Australia   | 61,98 | 63,69 | 63,34 | 64,04           | 58,85           | 64,56           | 64,56  | Miglior prestazione personale stagionale |
| 4       | Eda Tuğsuz        | Turchia     | n     | n     | 62,13 | 62,17           | 63,35           | 64,00           | 64,00  | Miglior prestazione personale stagionale |
| 5       | Lü Huihui         | Cina        | 62,83 | 63,11 | 63,41 | 61,85           | 59,54           | 59,44           | 63,41  |                                          |
| 6       | Kathryn Mitchell  | Australia   | 61,82 | 61,66 | 60,08 | n               | n               | n               | 61,82  |                                          |
| 7       | Liveta Jasiūnaitė | Lituania    | 60,06 | 58,66 | 59,09 | 55,64           | 58,39           | n               | 60,06  |                                          |
| 8       | Mackenzie Little  | Australia   | 59,96 | 57,80 | 55,47 | 54,76           | 54,94           | 54,51           | 59,96  |                                          |
| 9       | Christin Hussong  | Germania    | 59,94 | 59,18 | 59,61 | Non qualificate | Non qualificate | Non qualificate | 59,94  |                                          |
| 10      | Maggie Malone     | Stati Uniti | 53,88 | 59,82 | 58,88 | Non qualificate | Non qualificate | Non qualificate | 59,82  |                                          |
| 11      | Madara Palameika  | Lettonia    | n     | 54,30 | 58,70 | Non qualificate | Non qualificate | Non qualificate | 58,70  |                                          |
| 12      | Haruka Kitaguchi  | Giappone    | 53,45 | n     | 55,42 | Non qualificate | Non qualificate | Non qualificate | 55,42  |                                          |